# Noms traditionnels d'anonymes bibliques

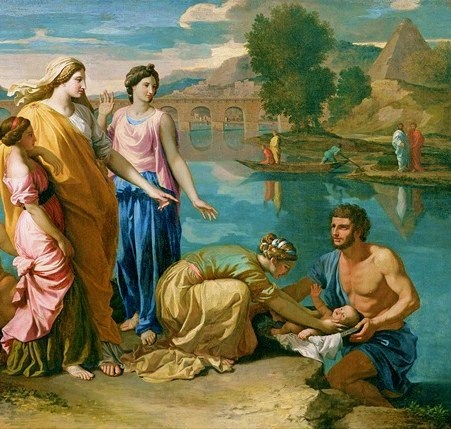
Nicolas Poussin, Moïse sauvé des eaux (1638). On y voit la fille de Pharaon, non nommée dans la Bible, mais à laquelle la tradition juive donne le nom de Bithiah.

Voici une liste de noms attribués par les traditions juive, chrétienne et musulmane à des personnages bibliques non nommés dans la Bible.

## Bible hébraïque / Ancien Testament

### Épouses des patriarches antédiluviens
Patriarches cités dans Genèse 4-5.
Source : Livre des Jubilés, partie des Livres deutérocanoniques.
Le Livre des Jubilés contient les noms traditionnels de nombreux personnages non nommés de la Bible, en particulier les épouses de la plupart des anciens patriarches. Selon cet ouvrage, de nombreux patriarches épousèrent leur sœur ; la première fille d'Adam et Ève s'appelait Awan et la seconde, Azura épousa Seth ; la dernière nommée est l'épouse de Noé, qu'il nomme Emzara ; des sources juives lui donnent plusieurs autres noms.
La Caverne des trésors et les versions anciennes du Kitab al-Magall (partie du roman pseudo-clémentin) donnent aux épouses de patriarches des noms totalement différents, avec des variantes considérables selon les manuscrits.
L'historien musulman Ibn Ishaq (vers 750), selon les citations de Tabari (vers 915), fournit pour ces épouses des noms le plus souvent semblables au Livre des Jubilés. Il en fait toutefois des Caïnites plutôt que des Sethites, bien qu'il indique par ailleurs qu'aucun des ascendants de Noé ne faisait partie de la descendance de Caïn.

### Les sœurs d'Abel et Caïn
Nom: Calmana.
Source : La Légende dorée.
Figure dans la Bible dans Genèse, 4:17.
Nom : Delbora.
Source : La Légende dorée.
Figure dans la Bible dans Genèse, 4.
Selon d'autres écrits de la tradition juive (voir le Seder ha-Dorot (en)), si le nom de la première sœur est Kalmana ou Calmana, le nom de la seconde sœur est Balbira.

### L'épouse de Noé
Nom: Nahama.
Source: Bereshit Rabba 23:4.
Figure dans la Bible dans Genèse, 4:22 et 7:7.
Fille de Lamech et Tsillah et sœur de Toubal-Caïn (Gen. 4:22). Selon Abba ben Kahana, l'épouse de Noé était nommée Nahama (aimable) car sa conduite plaisait à Dieu. Toutefois, une majorité de rabbins rejettent cette interprétation : ils pensent que Nahama était idolâtre et que ses chants étaient « aimables » aux idoles.

### La mère d'Abraham
Nom : Amthlai bath (fille de) Khrubu.
Source : Talmud de Babylone, chapitre IV - Nézikin, Traité  Baba Bathra
Figure dans la Bible dans Livre de la Genèse.

### Loth

#### Les filles de Loth
Noms : Pheiné et Thamma.
Source :
Nom : Paltith.
Source : Livre de Jasher (midrash) 19:24.
Figure dans la Bible au Livre de la Genèse.

#### L'épouse de Loth
Nom : Ado (ou Edith).
Source : Livre de Jasher (midrash) 19:52.
Figure dans la Bible au Livre de la Genèse.

### L'épouse de Laban
Nom : Adinah.
Source: Livre de Jasher 28:28.
Figure dans la Bible au Livre de la Genèse.

### La femme de Potiphar

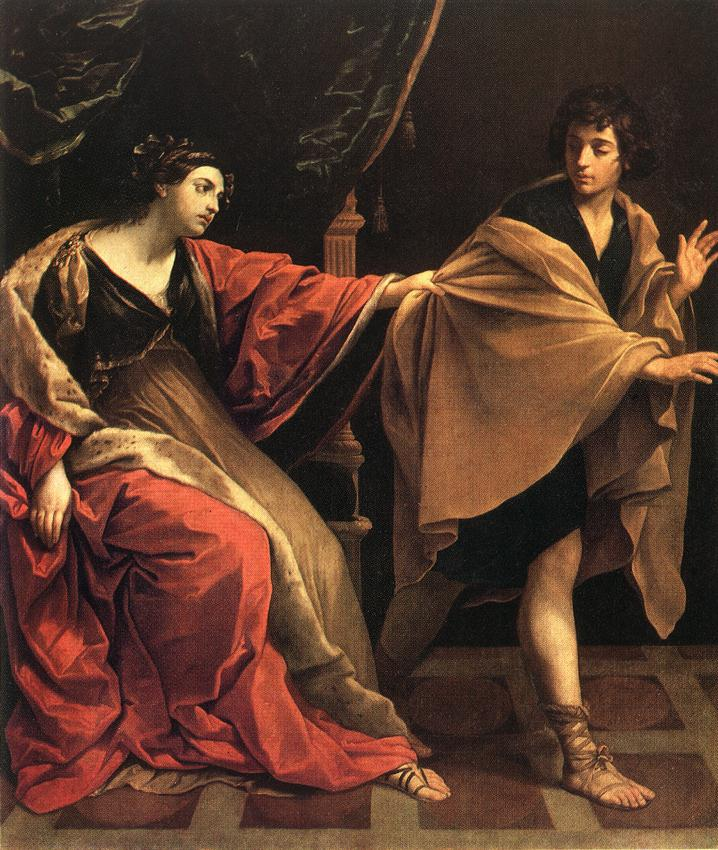
Joseph et la femme de Potiphar, par Guido Reni, 1631

Nom : Zouleïkha, Zulaïkha ou Zoulikha.
Source : Livre de Jasher (midrash).
Figure dans la Bible dans Genèse, 39:12.

### Pharaon

#### La fille de Pharaon

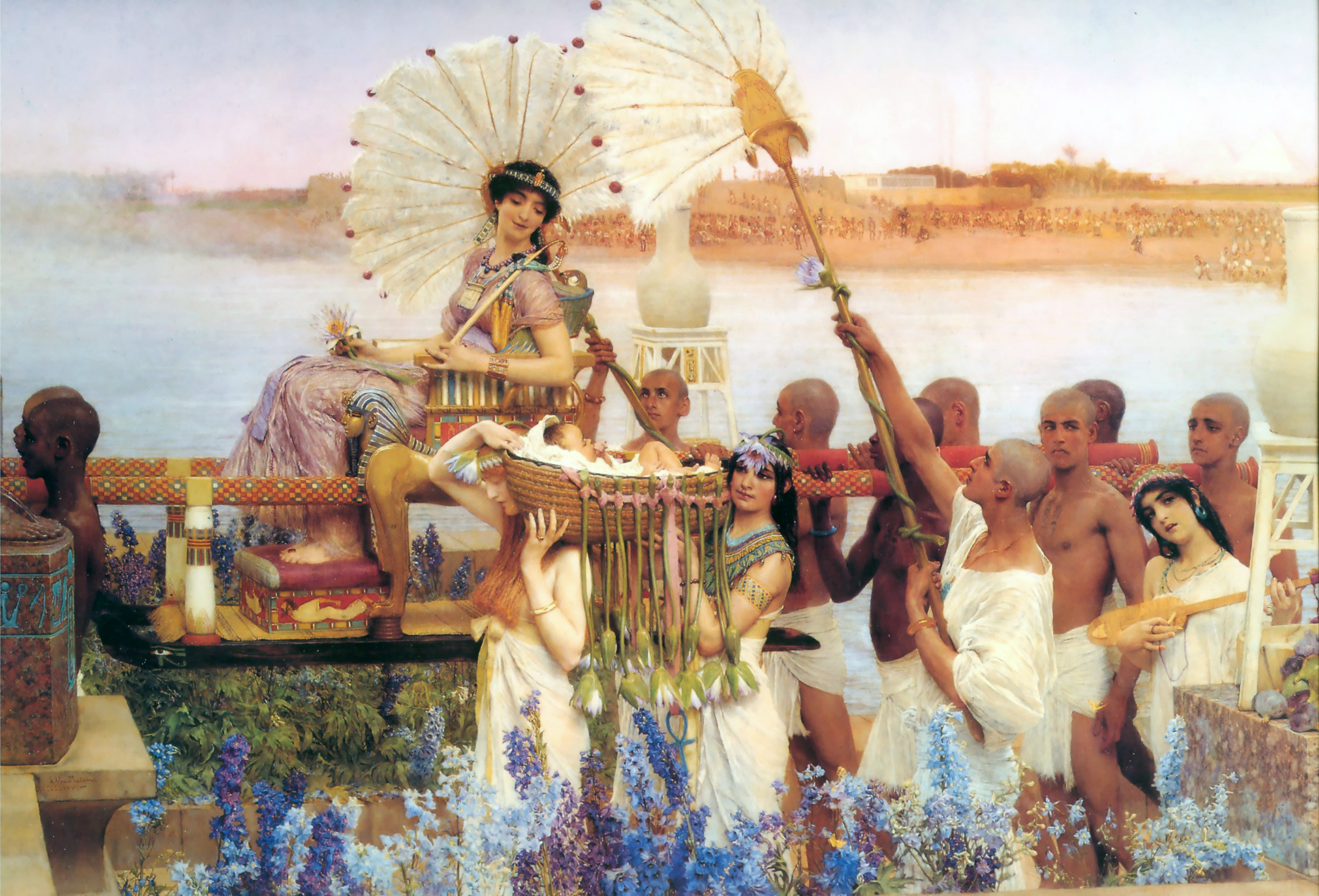
Lawrence Alma-Tadema, 1904. Moïse sauvé des eaux par la fille de Pharaon.

Nom : Merris.
Source : Eusèbe de Césarée (Préparation évangélique, L. IX, Ch. XXVII).
Nom : Merrhoe.
Source : Pseudo Eustathe d'Antioche (Commentaire sur l'Hexaéméron, CPG 3393).
Nom : Thermutis.
Source : Flavius Josèphe, Histoire ancienne des Juifs, Livre II, chapitre 5.
Nom : Bithiah ou Bitya.
Source : Midrash (Midrash Rabbah).
Figure dans la Bible dans Exode, 2.
La fille de Pharaon qui sauva Moïse des eaux est connue dans la tradition juive (Midrash) sous le nom de Bithia. Elle est identifiée à la fille de Pharaon, Bithia, qui figure dans I Chroniques, 4:18.

#### Les magiciens de Pharaon
Noms : Jannès et Jambrès.
Source : Deuxième épître à Timothée, 3:8 ; Livre de Jasher, 79 ; Flavius Joséphe, Histoire ancienne des Juifs, Livre II.
Les noms de « Jannès et Jambrès », ou « Jannès et Mambrès » sont connus de toute Antiquité comme ceux de magiciens. C'est pourquoi ces personnages anonymes de la Bible hébraïque et de l'Ancien Testament sont ainsi nommés dans le Nouveau. Ces noms figurent aussi dans nombre de textes de la tradition juive.

### L'épouse de Siméon
Nom : Bunah.
Source : Livre de Jasher, 34:36.
Figure dans la Bible au Livre de la Genèse.

### Les épouses koushites de Moïse

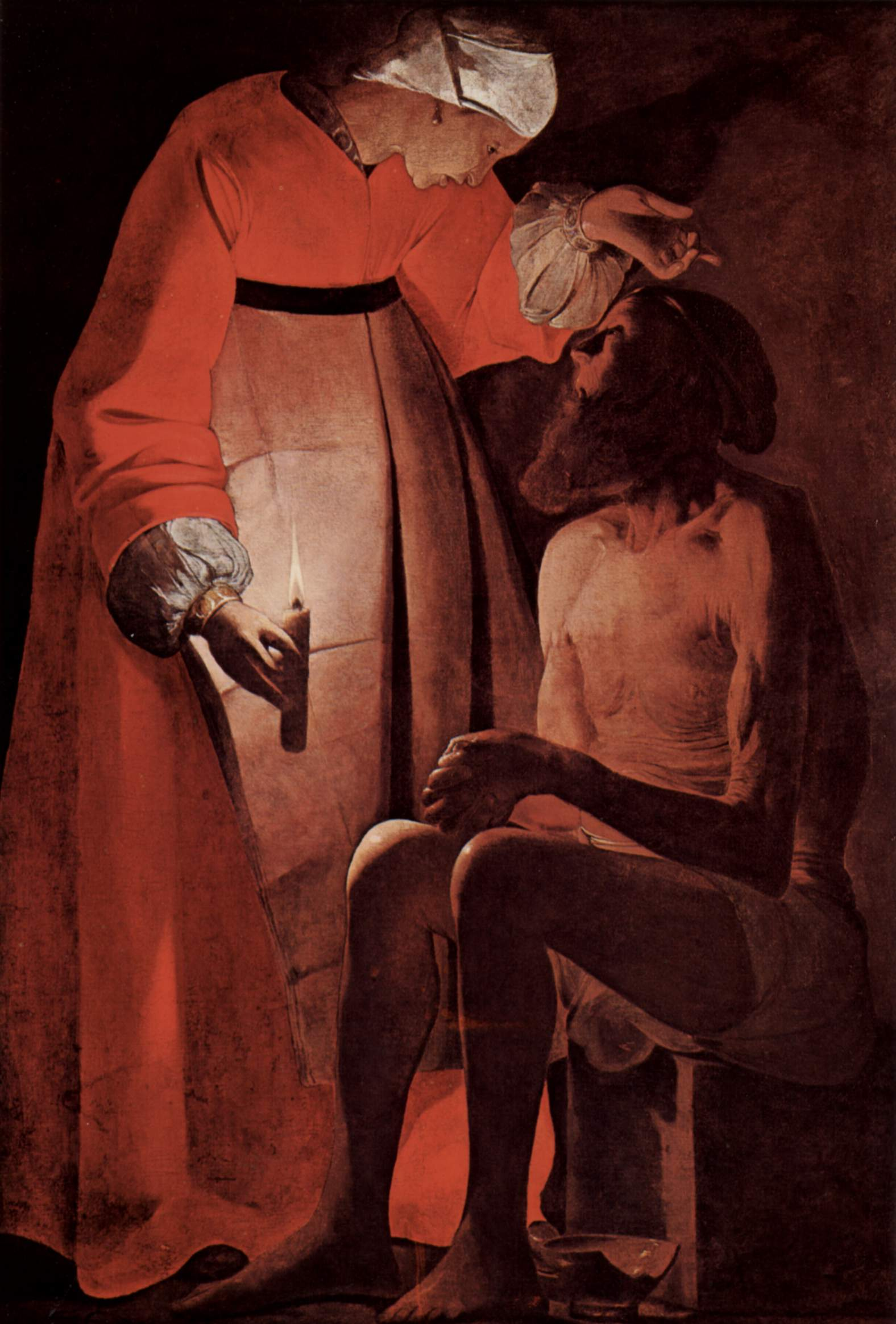
Job raillé par sa femme par Georges de La Tour.

Le Pays de Koush se situait au sud de l'Égypte et de la Nubie. On appelait koushites tous ceux qui avaient la peau sombre (Jérémie 15:23) : les Nubiens, les Koushites proprement dit, les Éthiopiens.
Nom : Tharbis.
Source : Flavius Josèphe, Histoire ancienne des Juifs, Livre II, chapitre 10.
Figure dans la Bible au Livre des Nombres, 12.
Nom : Adoniah.
Source : Livre de Jasher, 23:5–25:5.

### L'épouse de Job
Noms: Sitis, Dinah.
Source : Testament de Job (en) apocryphe.
Figure dans la Bible au Livre de Job.
Selon les apocryphes juifs, Sitis ou Sitidos, fut la première épouse de Job ; elle serait morte durant le procès de Job. Après que la tentation a cessé, les mêmes sources disent que Job se remaria à Dinah, fille de Jacob, qui figure dans Genèse, 34.
Nom : Rahma.
Source : Tradition islamique.

### La mère de Samson
Nom : Hazelelponi (en).
Source : Talmud de Babylone, chapitre IV - Nézikin, Traité Baba Bathra, chapitre 5.
Figure dans la Bible dans Juges, 13.
Voir aussi : La femme de Manoach (en).

### La fille de Jephté
Nom : Seila.
Source: Pseudo-Philon, Liber antiquitatum biblicarum.
Figure dans la Bible dans Juges, 11.
Le Liber antiquitatum biblicarum, faussement attribué à Philon, n'est pas antérieur au XVIe siècle.

### La mère de David
Nom : Nitzevet (en), fille d'Edal.
Source : Talmud de Babylone, chapitre IV - Nézikin, Traité  Baba Bathra, chapitre 5
Figure dans la Bible au Livre de Samuel.

### La sorcière d'Endor

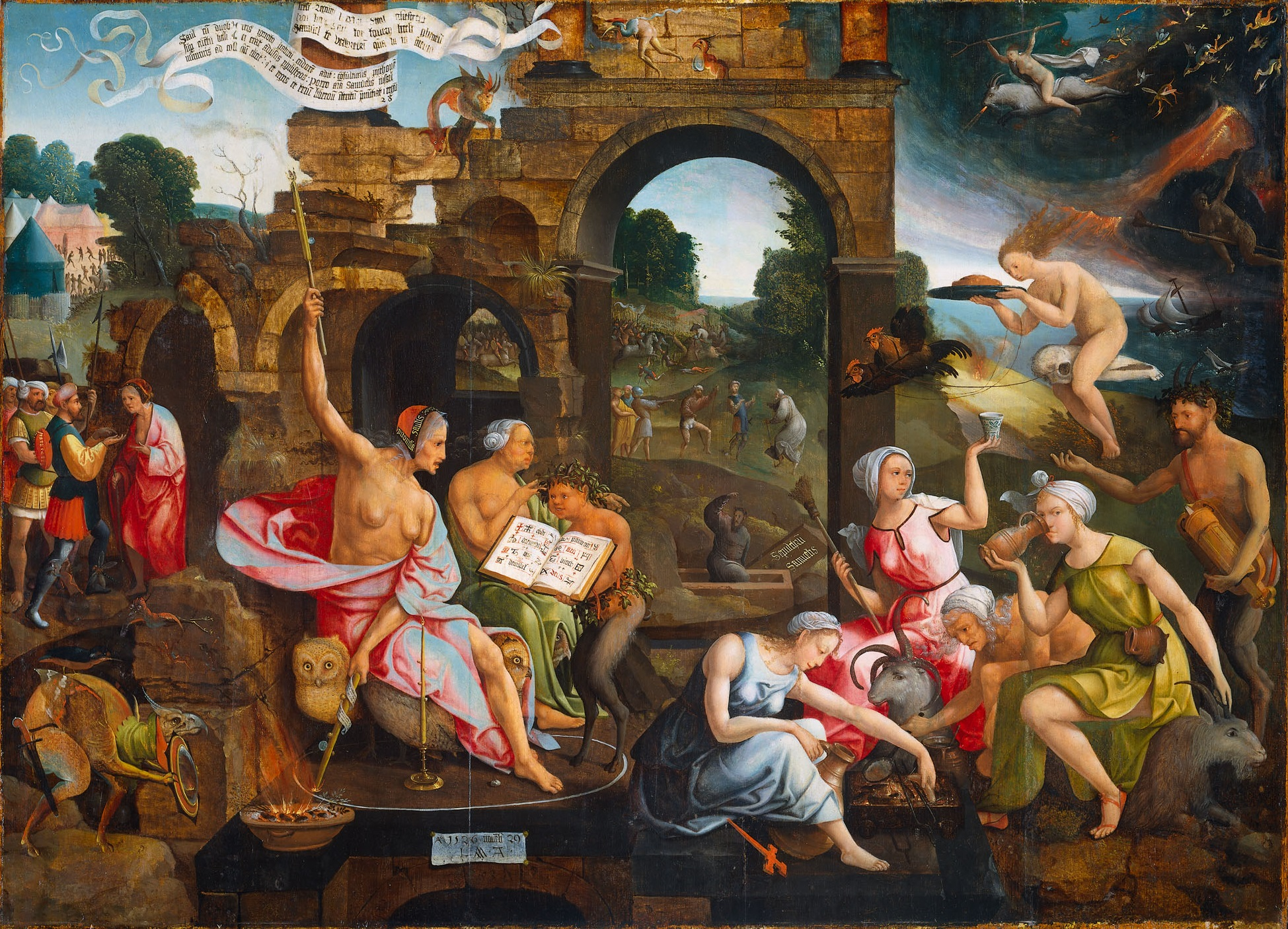
Jacob Cornelisz van Oostsanen, 1526. Saul et la Sorcière d'Endor.

Nom : Zephaniah.
Source : Midrash rabinique.
Nom : Sedecla.
Source: Pseudo-Philon, Liber antiquitatum biblicarum.
Figure dans la Bible dans I Samuel, 28.
Selon un midrash sur I Samuel, 28, Zephania était la mère d'Abner, oncle de Saül et commandant dans son armée. (Voir : I Samuel, 14).

### La femme sage d'Abel
Voir aussi : La femme sage d'Abel (en), Sheba (en).
Nom : Serah.
Source : Aggadah.
Figure dans la Bible dans II Samuel, 20.

### La Reine de Saba

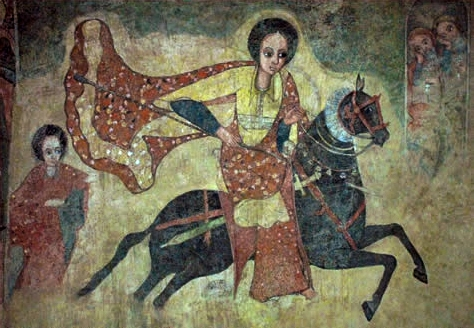
Fresque éthiopienne. La Reine de Saba chevauchant vers Salomon.

Nom : Makeda.
Source : Récits traditionnels éthiopiens concernant le roi Ménélik Ier; voir le Kebra Nagast.
Nom : Nicaule.
Source : Flavius Josèphe.
Nom : Bilqis.
Source : Traditions islamiques.
Figure dans la Bible dans I Rois, 10 et dans II Chron, 9.
Selon la tradition éthiopienne, la Reine de Saba retourna en Éthiopie enceinte du roi Salomon. Elle donna à celui-ci un fils qui fonda une dynastie régissant l'Éthiopie jusqu'à la chute de son dernier empereur, Haïlé Sélassié, en 1974.

### La mère de Haman
Nom : Amthlai bath (fille de) Urbthi.
Source : Talmud de Babylone, chapitre IV - Nézikin, Traité Baba Bathra, chapitre 5.
Figure dans la Bible au Livre d'Esther.

## Livres deutérocanoniques ou apocryphes

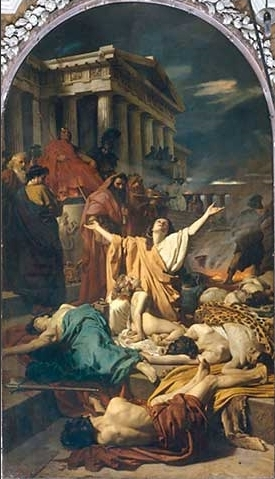
Antonio Ciseri Le martyre des Macchabées (1863) montre la mère des sept fils Macchabées.

Les livres deutérocanoniques sont considérés comme canoniques par les Églises catholique et orthodoxe, apocryphes par les Juifs et les Protestants.

### La mère des sept Macchabées
La mère des sept macchabées (en) est une martyre juive non nommée dans le Deuxième livre des Macchabées, 7. Elle est appelée Hannah, Miriam, Shamuna ou Solomonia selon diverses sources.
Selon la tradition orthodoxe, ses fils, les Sept martyrs Macchabées sont appelés Abim, Antonius, Gurias, Eleazar, Eusebonus, Alimus et Marcellus.

### Les sept archanges
Au Livre de Tobit 12:15, on lit :
« 
Je suis Raphaël, l'un des sept qui nous tenons en présence du Seigneur.
 »
Deux autres archanges sont cités dans les Écritures : Michel dans le Livre de Daniel et Gabriel dans l'Évangile selon Luc, dans la scène de l'Annonciation.
Le Livre d'Énoch, deutérocanonique pour l'Église orthodoxe éthiopienne cite les quatre archanges restants : Uriel, Raguel (en), Zerachiel (en) et Rémiel. D'autres sources les appellent Uriel, Izidkiel, Haniel et Képharel. Dans l'Église copte orthodoxe, ils sont appelés Suriel, Sedakiel, Sarathiel and Ananiel.

## Nouveau Testament

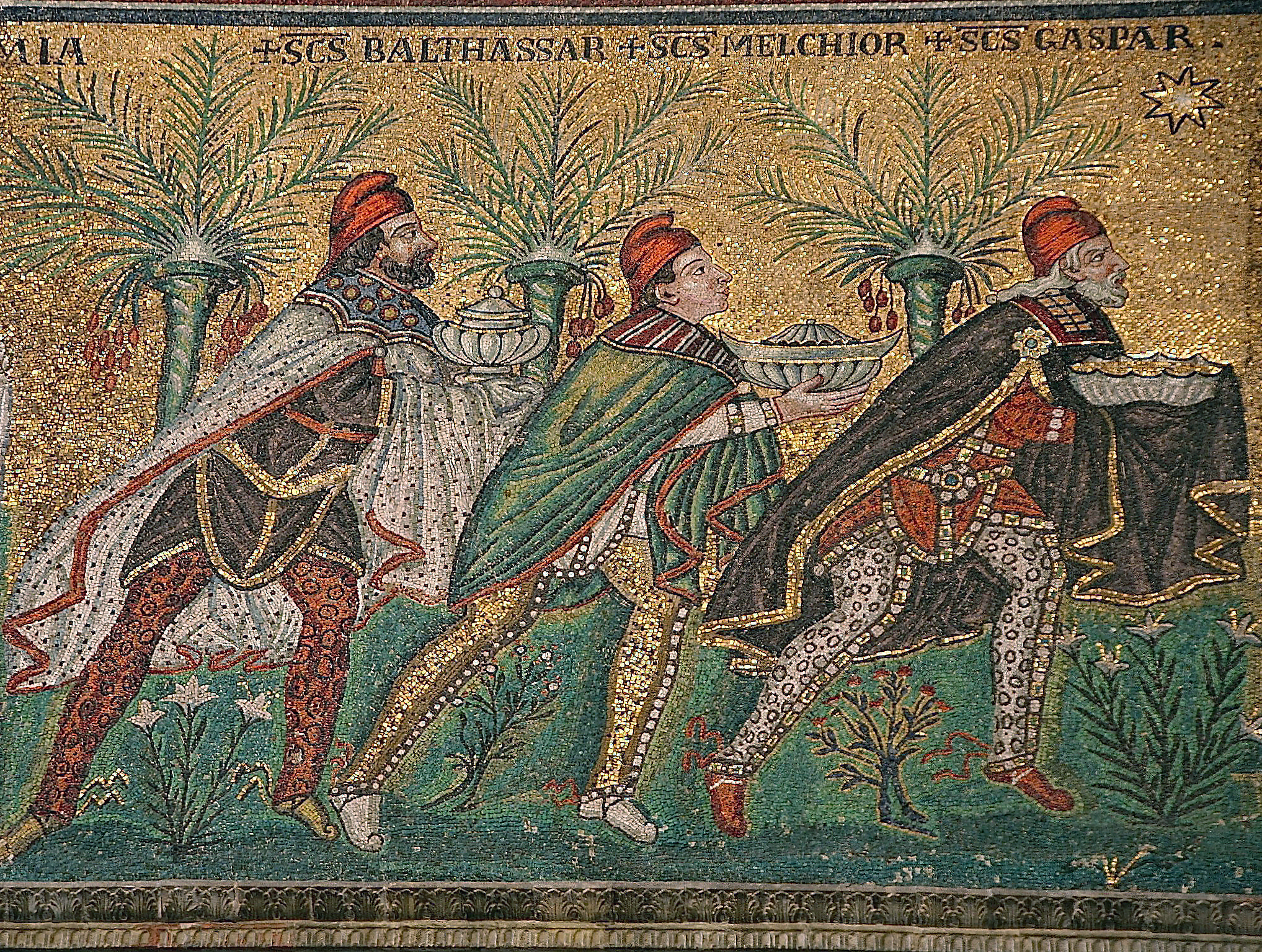
Les trois Rois mages sont appelés Gaspard, Melchior et Balthazar sur cette mosaïque de la fin du VIe siècle. Basilique Saint-Apollinaire-le-Neuf à Ravenne en Italie.

### Les Rois mages
Noms : Balthasar, Melqon et Gaspar.
Source : Armenisches Kindheitsevangelium (Évangile arménien des Enfants).
Noms : Balthasar, Melchior et Gaspard.
Source : Tradition européenne.
Noms : Basanater, Hor et Karsudan.
Source : Le Livre d'Adam (en), apocryphe éthiopien.
Noms : Larvandad, Hormisdas et Gushnasaph.
Source : Tradition chrétienne de Syrie.
Noms : Manatho, Alchor et Gaspar.
Source : Autel blanc de Jérusalem - Obédience maçonnique.
Figurent dans la Bible dans Matthieu, 2.
L'Évangile ne dit ni qui étaient les Rois mages, ni quand ils adorèrent Jésus, ni qu'ils étaient rois. Il est dit seulement que de nombreux « mages » ou « devins » apportèrent trois présents : l'Or, l'Encens et la Myrrhe. Habituellement, on extrapole le nombre de mages du nombre de présents . Les trois Rois mages sont un pilier de la crèche chrétienne.
Quoique les noms de la tradition européenne soient les plus connus, les autres cultes ont d'autres traditions : selon la tradition arménienne, les trois mages étaient frères et rois : Balthazar était roi des Indes, Melqon venait de Perse et Gaspard était roi d'Arabie. Selon la tradition des chrétiens chinois, l'astronome Liu Shang était l'un des mages.

### Les bergers de la Nativité

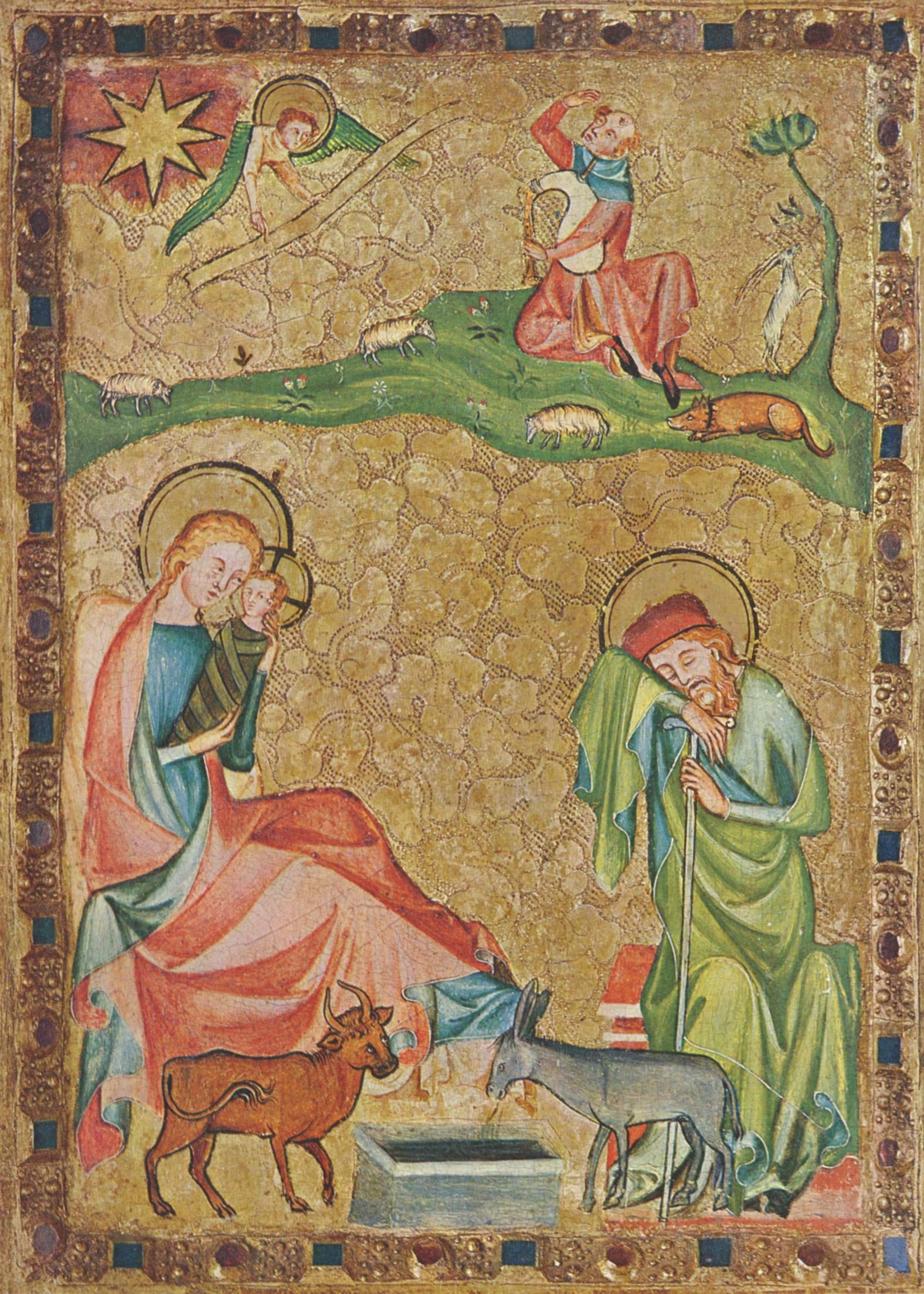
Peinture allemande, vers 1330. Les Bergers

Noms : Asher, Zébulon, Justus, Nicodème, Joseph, Barshabba et José.
Source : Le Livre de l'abeille.
Figurent dans la Bible dans Luc 2.
Le Livre de l'abeille a été écrit en araméen par l'évêque syriaque Shelemon au XIIIe siècle.

### Sœurs, belles-sœurs et cousines de Jésus
Noms : Maria.
Source : Évangile selon Philippe.
Noms : Lysia et Lydia.
Source : Histoire de Joseph le charpentier.
Noms : Maria ou Anna, Salomé.
Source : Épiphane.
Le fait que Jésus avait au moins deux sœurs, belles-sœurs ou cousines est noté dans Marc, 3:32-34 et Matthieu, 12:50, quoique leur nombre exact ne soit pas précisé. De plus, les diverses versions d'Épiphane diffèrent quant à savoir si sa sœur s'appelait Maria ou Anna.

### La fille d'Hérodiade
Nom : Salomé.
Source : Antiquités judaïques de Flavius Josèphe.
Figure dans la Bible dans Matthieu, 14 et Marc, 6.

### La Cananéenne
Nom : Justa.
Source : Roman pseudo-clémentin, apocryphe du IIIe siècle.
Figure dans la Bible dans Matthieu 15:22 et dans Marc 7:24.
Selon la même source, la fille de la Cananéenne s'appelait Bérénice.

### La femme hémorroïsse
Nom : Bérénice.
Source : Évangile de Nicodème, apocryphe.
Nom : Véronique
Source : Traduction latine de l'Évangile de Nicodème.
Figure dans la Bible dans Matthieu, 9:20-22.
Véronique est la variante latine de Bérénice (grec ancien : Βερενίκη). Selon les Actes des Apôtres, Véronique, ou Bérénice, recueillit sur un linge un peu du sang de Jésus lors de la Crucifixion. La tradition l'identifie avec la femme qui, selon l'Évangile (Matthieu, voir ci-dessus), a été miraculeusement guérie de saignements.
Voir aussi : Voile de Véronique (en).

### La Samaritaine
Nom : Photine.
Source : Tradition des Églises d'Orient – Églises orthodoxes et Églises catholiques de rite byzantin.
Figure dans la Bible dans Jean, 4:5-42.
Dans la tradition orthodoxe, la femme à la source devint une fidèle de Jésus, fut baptisée, proclama l'Évangile dans de nombreuses régions et fut martyrisés. Elle est vénérée comme sainte dans les Églises d'Orient.

### Le mauvais riche
Nom : Ninive.
Source : Tradition copte.
Nom : Phineas.
Source : Pseudo-Cyprien, De pascha computus.
Nom : Dives
Source : Tradition chrétienne d'Europe.
Figure dans la Bible dans Luc, 16:19-31.
Dives signifie simplement « riche » en latin et ne peut donc être considéré comme un nom propre. L'histoire du pauvre Lazare et du riche damné est souvent connue sous le nom de Dives et Lazare, où Dives a été pris pour un nom propre.
Attention : il n'y a aucun rapport entre le pauvre Lazare évoqué dans Luc et Lazare de Béthanie ressuscité par Jésus (Jean, 11.)

### La femme adultère
Nom : Marie Madeleine.
Source : Tradition chrétienne occidentale.
Figure dans la Bible dans Jean, 8.
Une longue tradition occidentale, attestée d'abord par le pape Grégoire Ier, identifie la femme adultère avec Marie Madeleine et aussi avec Marie de Béthanie.
Jésus avait exorcisé les sept démons qui affligeaient Marie-Madeleine (Marc, 16:9) et Marie-Madeleine est un personnage majeur des récits de l'ensevelissement et de la résurrection. La Bible n'indique toutefois en aucune manière que Marie-Madeleine était la femme adultère pardonnée par Jésus. Les Catholiques romains identifient également Marie-Madeleine avec la pécheresse en pleurs qui oint les pieds de Jésus (Luc, 7:36-50). Quoique l'Église catholique ait quelque peu abandonné cette interprétation, Marie-Madeleine, sous ces trois aspects, demeure une figure majeure du catholicisme.
L'Église orthodoxe de rite byzantin n'a jamais confondu Marie-Madeleine avec la femme adultère ni avec la pécheresse qui oint les pieds de Jésus.

### L'aveugle-né
Nom : Celidonius, Cédonius, Cédon, Sidoine, Restitut.
Source : la tradition chrétienne, La Légende dorée.
Figure dans la Bible dans Jean, 9:1-38.

### L'épouse de Ponce-Pilate
Nom : Claudia, Procula, Procla, Claudia Procles, Abroqlâ ou Perpetua.
Source : Tradition européenne.
Figure dans la Bible dans Matthieu, 27:19 :
« 
Pendant [que Pilate] était assis sur le tribunal, sa femme lui fit dire : Qu'il n'y ait rien entre toi et ce juste ; car aujourd'hui j'ai beaucoup souffert en songe à cause de lui.
 »
— Traduction Louis Second, 1910
Il est possible que les noms supposés de Procula ou Procla ne soient pas des noms du tout mais la forme féminisée du titre officiel de Pilate (en latin : procurator, « procurateur »), signifiant simplement qu'elle était l'épouse du procurateur.

### Les deux larrons crucifiés avec Jésus
Noms : Zoathan et Chammata.
Source : Évangile de Marc (Additions latines à l'original grec).
Noms : Zoatham et Camma.
Source : Évangile de Matthieu (Additions latines à l'original grec).
Noms : Joathas et Maggatras.
Source : Évangile de Matthieu (Additions latines à l'original grec).
Noms: Titus et Dumachus.
Source : Évangile arabe de l'Enfance de Jésus.
Noms : Dismas et Gestas (ou Gesmas)
Source : Évangile de Nicodème
Figurent dans la Bible dans Matthieu, 27 ; Marc, 15 ; Luc, 23.
Dismas est fêté le 25 mars par les chrétiens d'occident et le 12 octobre par les chrétiens d'Orient.

### Le soldat qui perça le flanc de Jésus

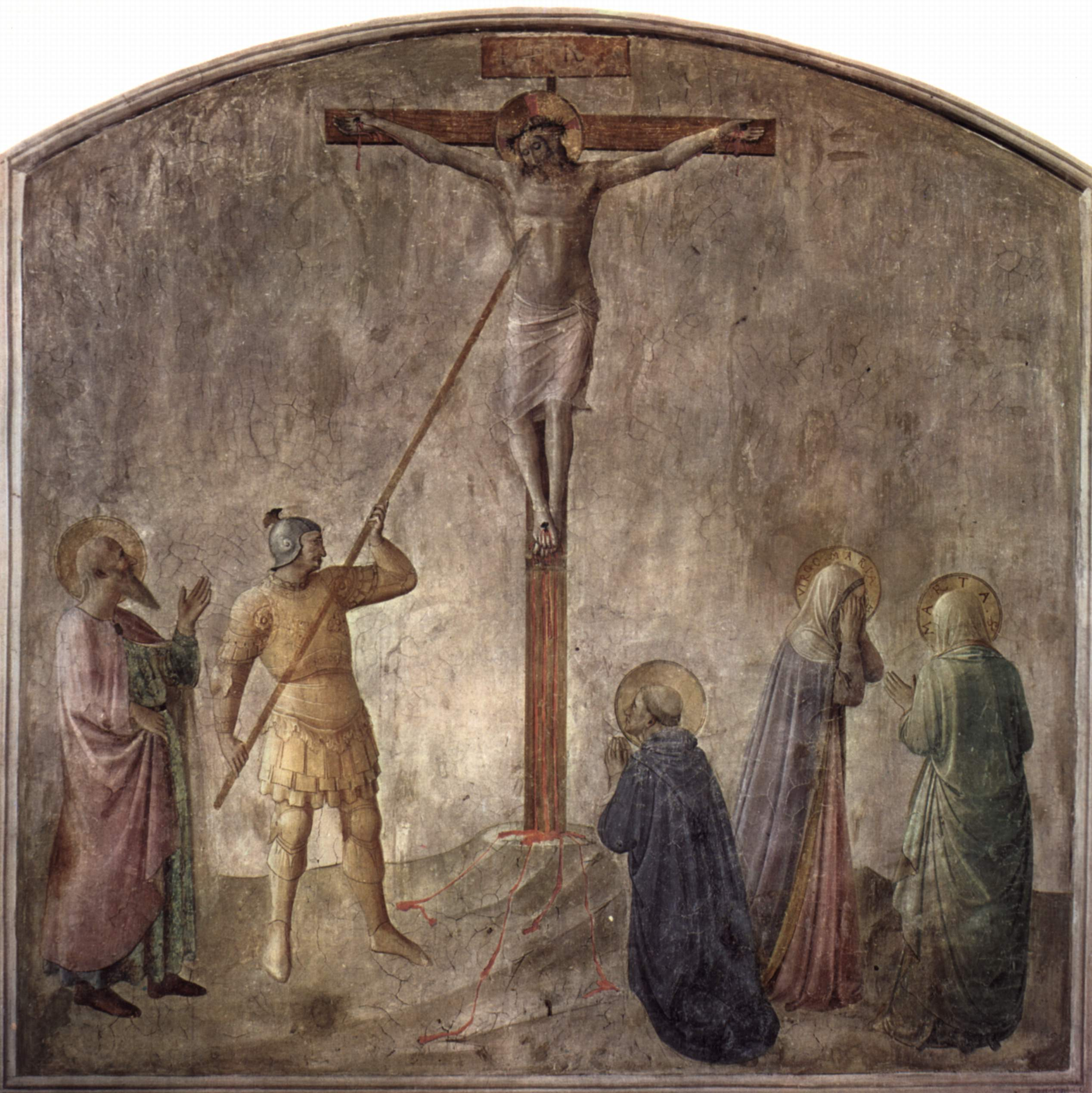
Fra Angelico (vers 1440). Crucifixion avec coup de lance du centurion Longin. Monastère dominicain de San Marco, Florence.

Nom : Longin le Centurion.
Source : Évangile de Nicodème.
Figure dans la Bible dans Jean, 19:34.
Traditionnellement, le centurion est appelé Cassius avant sa conversion au christianisme. La Sainte Lance aurait laissé des reliques, sources de divers miracles.

### L'homme qui offrit du vinaigre à Jésus
Nom : Stéphaton
Source : Codex Egberti, Xe siècle.
Figure dans la Bible, mais sans être nommé, dans Matthieu, 27:48 ; Marc, 15:36 ; Jean, 19:29-30.

### Le(s) garde(s) du sépulcre de Jésus
Nom : Petronius.
Source : Évangile de Pierre, apocryphe.
Noms : Issachar, Gad, Matthias, Barnabas, Simon.
Source : Le Livre de l'abeille.
Figure(nt) dans la Bible dans Matthieu, 27:62-66.

### L'eunuque éthiopien baptisé parle diacre Philippe

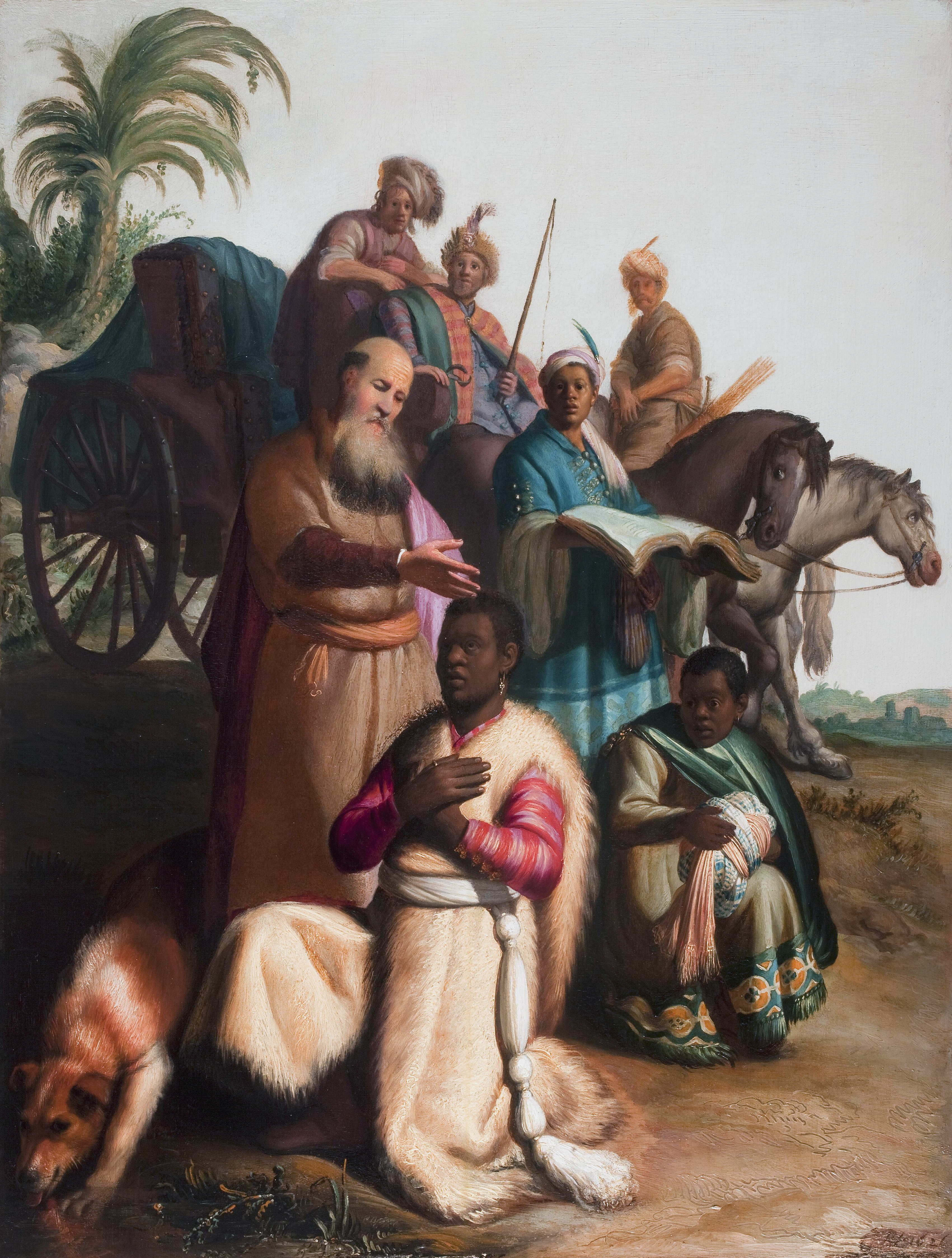
Rembrandt, Le Baptême de l'eunuque, 1626.

Nom : Siméon Bachos.
Source : Contre les hérésies, 3:12:8 (Œuvre d'Irénée de Lyon, 180 apr. J.-C.).
Nom : Bachos.
Source : tradition de l'Église éthiopienne orthodoxe.
Dans les Églises d'Orient, c'est un Juif éthiopien connu sous le nom de Siméon ou de Niger (en latin : « Noir »). Dans les Actes des apôtres, 13:1, il est appelé Siméon Niger.
Figure dans la Bible dans Actes, 13:1.

### Articles liés
- Références à des livres non-canoniques dans les livres bibliques canoniques
- Septante disciples
- Les frères de Jared (en)
- Tiberius Iulius Abdes Pantera, père parfois supposé de Jésus.